# Wir lieben das Leben
Wir lieben das Leben ist eine deutsche Tragikomödie von Sherry Hormann aus dem Jahr 2018 mit Petra Schmidt-Schaller in der Hauptrolle. In dem Film müssen Schüler einer Mittelstufe unter Anleitung einer Lehrerin das Lied Ich liebe das Leben von Vicky Leandros für eine Schulaufführung einstudieren und mit Leben versehen.

## Handlung
Maria Kowalke ist arbeitslos, hat gerade eine Trennung hinter sich und ihr Vater Max will nicht ins Altersheim abgeschoben werden. Die gelernte Kunsterziehungslehrerin wird nun vom Arbeitsamt einer zehnten Klasse der Mittelstufe als Musiklehrerin zugewiesen. Die Schüler haben allerdings gravierende Konzentrationsschwächen und lassen sich von „der Kowalke“ nichts sagen. Als diese mit den Jugendlichen ein Musical zu dem Lied Ich liebe das Leben von Vicky Leandros einstudiert, wendet sich das Blatt zum Guten.

## Hintergrund
Wir lieben das Leben wurde vom 21. Februar 2017 bis zum 24. März 2017 in Berlin-Spandau gedreht. Produziert wurde der Film von der Wiedemann & Berg Filmproduktion. Der Film wurde am 26. April 2018 im ZDF erstausgestrahlt.

## Kritik
Die Kritiker der Fernsehzeitschrift TV Spielfilm zeigten mit dem Daumen nach oben, vergaben für Humor zwei, für Anspruch und Spannung je einen von drei möglichen Punkten und urteilten: „Versöhnliche Komödie […], die mit gewitzten Dialogen, originellen Figuren und dank des schwungvollen Vicky-Leandros-Hits ‚Ich liebe das Leben‘ Laune macht.“ Das Resümee lautete: „Beschwingt und tröstlich, wie der Chanson!“.